# Aimo Diana
Aimo Stefano Diana (Brescia, 2 gennaio 1978) è un allenatore di calcio ed ex calciatore italiano, di ruolo difensore o centrocampista, tecnico dell'Union Brescia.

## Biografia
Il 17 giugno 2007 si è sposato con la presentatrice televisiva Sara Strambini a Poncarale; il matrimonio è stato preparato in collaborazione con il programma Wedding Planners di Real Time ed è andato in onda all'interno dello stesso. Ritiratosi dal calcio giocato, ha intrapreso l'attività di beach soccer giocando per la nazionale italiana.

## Caratteristiche tecniche
Il suo ruolo naturale era quello di centrocampista esterno destro ma poteva giocare anche come terzino destro - come ad inizio carriera - in caso di necessità. Il suo piede preferito era il destro.

## Carriera

### Giocatore

#### Club

##### Gli inizi, Brescia e vari prestiti
Cresciuto nelle giovanili di Voluntas e Brescia, esordisce in Serie B con le rondinelle nella stagione 1996-1997 giocando 2 partite; l'anno dopo esordisce in Serie A a Milano contro l'Inter il 31 agosto 1997 (sconfitta 2-1) e mette a segno il primo gol in massima serie il 18 gennaio 1998 in Napoli-Brescia 0-3. Gioca 29 partite segnando 2 reti, con il Brescia che a fine anno torna in Serie B; nel 1998-1999, gioca 28 partite; nel 1999-2000 viene ceduto al Verona in Serie A, dove gioca 25 partite; nel 2000-2001 torna al Brescia, neopromosso, giocando 32 partite e segnando 2 reti; nel 2001-2002 gioca 2 partite con le rondinelle prima di passare al Parma, dove gioca 21 partite segnando una rete e vincendo la Coppa Italia; nel 2002-2003 gioca soltanto 5 partite con il Parma prima di passare a gennaio alla Reggina dove finisce l'anno giocando 16 partite e segnando una rete.

##### Sampdoria e Palermo
Nel 2003-2004 approda alla Sampdoria, giocandovi 33 partite segnando 5 reti; nel 2004-2005 gioca 32 partite segnando sempre 5 reti; nel 2005-2006 segna 6 reti in 29 partite.
Nel luglio del 2006 è stato ceduto dalla Sampdoria al Palermo in cambio di Massimo Bonanni, Christian Terlizzi e 2 milioni di euro. Con i rosanero gioca 26 partite segnando una rete, mentre nel 2007-2008 gioca 15 partite e segna una rete.

##### Torino e Bellinzona
Il 31 gennaio 2008 si trasferisce a titolo definitivo al Torino: con i granata gioca 17 partite e segna 2 reti nelle restanti partite di campionato. Nella stagione successiva totalizza 28 presenze, coi granata che retrocedono in Serie B a fine campionato.
L'8 febbraio 2010 passa in prestito al Bellinzona, squadra svizzera. Esordisce con la nuova maglia il 20 febbraio nella trasferta persa per 2-1 contro il Lucerna.
A fine stagione torna a Torino dove viene messo fuori rosa, così il 4 gennaio 2011 rescinde consensualmente il contratto con la società e il giorno successivo si accorda con il Bellinzona per tornare a giocare in Svizzera. Chiude l'annata con 16 presenze nella stagione regolare più 2 negli spareggi. A fine stagione rimane svincolato.

##### Lumezzane, Trento e ritiro
Il 14 settembre 2011 firma un contratto con il Lumezzane squadra militante nel girone A di Prima divisione. A fine stagione rimane svincolato.
Dopo alcuni mesi da svincolato, il 19 gennaio 2013 firma per il Trento, in Serie D. Al termine della stagione si ritira.

#### Nazionale
È stato convocato nella Nazionale azzurra nell'aprile 2004 dapprima da Trapattoni poi da Lippi. Una pubalgia lo ha escluso dai possibili convocati per Germania 2006.
Il 2 giugno 2007, nell'era Donadoni, è riapparso in Nazionale nella partita contro le Fær Øer terminata per 2-1 a favore degli azzurri: da registrare il suo assist sul secondo gol dell'Italia.
Alla fine del 2007 ha totalizzato 13 presenze con una rete, realizzata il 16 novembre 2005 a Ginevra nell'amichevole che gli azzurri di Lippi hanno pareggiato 1 a 1 con la Costa d'Avorio.

### Allenatore

#### Gli inizi
Il 27 novembre 2012 consegue il titolo di Allenatore UEFA-B rilasciato dal Centro Tecnico Federale di Coverciano.
Il 9 giugno 2013 viene nominato nuovo mister dei Giovanissimi Nazionali della Feralpisalò; il 1º luglio 2014 diventa il nuovo allenatore della formazione Berretti del club bresciano. Il 10 settembre 2015 prende l'abilitazione diventando Allenatore Professionista di Seconda categoria UEFA A e il 4 novembre successivo viene scelto come nuovo tecnico della prima squadra, sostituendo l'esonerato Michele Serena. Esordisce la domenica seguente vincendo 5-1 a Bergamo contro l'AlbinoLeffe. Il 10 maggio 2016, la società comunica che il contratto del mister bresciano non verrà rinnovato alla scadenza naturale del 30 giugno dopo aver portato la squadra all'ottavo posto in Lega Pro.
Ad inizio agosto viene scelto come nuovo allenatore del nuovo Pavia, costretto a ripartire dai dilettanti a causa del fallimento societario ma si dimette dall'incarico in seguito alla mancata iscrizione del club lombardo in Serie D.

#### Melfi e Sicula Leonzio
Il 20 febbraio 2017 diventa il nuovo tecnico del Melfi, in Lega Pro al posto di Leonardo Bitetto, sollevato dall'incarico dopo una serie di dieci sconfitte consecutive.
La stagione finisce con la retrocessione ai play-out.
Il 5 dicembre dello stesso anno subentra a Pino Rigoli sulla panchina della Sicula Leonzio nel campionato di Serie C. Arriva decimo nel girone ed esce al primo turno dei play-off per mano del Cosenza.
Il 3 ottobre 2018 ottiene l'abilitazione da allenatore di prima categoria.

#### Renate e Reggiana
Il 20 novembre seguente si accorda con il Renate e subentra a Gioacchino Adamo sulla panchina della squadra brianzola. Rilevata la squadra all'ultimo posto nel girone B della Serie C, riesce a condurla alla salvezza diretta al termine della stagione regolare. Confermato nell'incarico anche per l'anno successivo, guida i brianzoli al terzo posto nel girone A in stagione regolare e fino agli ottavi di finale dei playoff promozione. Nel 2020-2021 arriva di nuovo terzo nella stagione regolare venendo poi eliminato al secondo turno della fase nazionale dei play-off dal Padova in virtù del miglior piazzamento in classifica dopo l'1-3 dell'andata e il 3-1 del ritorno.
Il 4 giugno 2021 viene annunciato come nuovo allenatore della Reggiana, appena retrocessa dalla Serie B, con cui firma un contratto annuale con rinnovo automatico per la stagione successiva in caso di promozione. Chiude la stagione regolare al secondo posto e nei playoff viene eliminato ai quarti dalla FeralpiSalò.
La stagione successiva il 16 aprile 2023, grazie al successo per 1-2 sul campo dell'Olbia, raggiunge matematicamente la promozione, riportando il club in serie B dopo due anni di assenza. Ciononostante, il 26 maggio seguente lascia il club.

#### L.R. Vicenza
Il 26 giugno 2023, Diana viene annunciato come nuovo allenatore della Vicenza, sempre in Serie C, con cui firma un contratto biennale.
Il 18 dicembre seguente, dopo la sconfitta per 4-1 contro il Trento, viene esonerato dall'incarico, lasciando i berici all'ottavo posto in classifica nel girone A, dopo aver collezionato 26 punti in 18 partite.

#### Ritorno alla Feralpisalò
Il 20 giugno 2024, Diana viene ingaggiato dalla Feralpisalò, neo-retrocessa in Serie C, con cui firma un contratto biennale, valido a partire dal 1º luglio seguente; torna così sulla panchina del club gardesano a sette anni di distanza dall'ultima volta con collaboratori Emanuele Filippini e Marco Pompili. Dopo il terzo posto nella classifica regolare, la squadra di Diana viene eliminata al primo turno dei play-off nazionali per mano del Crotone.

#### Union Brescia
Dopo il passaggio del titolo sportivo della Feralpisalò a Brescia, il 17 luglio 2025 viene nominato tecnico della Union Brescia, che parteciperà al campionato di Serie C.

## Statistiche

### Presenze e reti nei club
| Stagione          | Squadra           | Campionato        | Campionato | Campionato | Coppe nazionali | Coppe nazionali | Coppe nazionali | Coppe continentali | Coppe continentali | Coppe continentali | Altre coppe | Altre coppe | Altre coppe | Totale | Totale |
| Stagione          | Squadra           | Comp              | Pres       | Reti       | Comp            | Pres            | Reti            | Comp               | Pres               | Reti               | Comp        | Pres        | Reti        | Pres   | Reti   |
| ----------------- | ----------------- | ----------------- | ---------- | ---------- | --------------- | --------------- | --------------- | ------------------ | ------------------ | ------------------ | ----------- | ----------- | ----------- | ------ | ------ |
| 1996-1997         | Brescia           | B                 | 2          | 0          | CI              | 0               | 0               | -                  | -                  | -                  | -           | -           | -           | 2      | 0      |
| 1997-1998         | Brescia           | A                 | 29         | 2          | CI              | 2               | 0               | -                  | -                  | -                  | -           | -           | -           | 31     | 2      |
| 1998-1999         | Brescia           | B                 | 28         | 0          | CI              | 4               | 0               | -                  | -                  | -                  | -           | -           | -           | 32     | 0      |
| 1999-2000         | Verona            | A                 | 25         | 0          | CI              | 2               | 1               | -                  | -                  | -                  | -           | -           | -           | 27     | 1      |
| 2000-2001         | Brescia           | A                 | 32         | 2          | CI              | 7               | 0               | -                  | -                  | -                  | -           | -           | -           | 39     | 2      |
| ago.-set. 2001    | Brescia           | A                 | 2          | 0          | CI              | 0               | 0               | Int                | 4                  | 0                  | -           | -           | -           | 6      | 0      |
| Totale Brescia    | Totale Brescia    | Totale Brescia    | 93         | 4          |                 | 13              | 0               |                    | 4                  | 0                  |             | -           | -           | 107    | 4      |
| 2001-2002         | Parma             | A                 | 21         | 1          | CI              | 5               | 0               | CU                 | 0                  | 0                  | -           | -           | -           | 26     | 1      |
| 2002-gen. 2003    | Parma             | A                 | 5          | 0          | CI              | 2               | 0               | CU                 | 1                  | 0                  | SI          | 1           | 0           | 9      | 0      |
| Totale Parma      | Totale Parma      | Totale Parma      | 26         | 1          |                 | 7               | 0               |                    | 1                  | 0                  |             | 1           | 0           | 35     | 1      |
| gen.-giu. 2003    | Reggina           | A                 | 16+2       | 1          | CI              | -               | -               | -                  | -                  | -                  | -           | -           | -           | 18     | 1      |
| 2003-2004         | Sampdoria         | A                 | 33         | 5          | CI              | 1               | 0               | -                  | -                  | -                  | -           | -           | -           | 34     | 5      |
| 2004-2005         | Sampdoria         | A                 | 32         | 5          | CI              | 1               | 0               | -                  | -                  | -                  | -           | -           | -           | 33     | 5      |
| 2005-2006         | Sampdoria         | A                 | 29         | 6          | CI              | 4               | 1               | CU                 | 6                  | 1                  | -           | -           | -           | 39     | 8      |
| Totale Sampdoria  | Totale Sampdoria  | Totale Sampdoria  | 94         | 16         |                 | 6               | 1               |                    | 6                  | 1                  |             | -           | -           | 106    | 18     |
| 2006-2007         | Palermo           | A                 | 26         | 1          | CI              | 0               | 0               | CU                 | 3                  | 0                  | -           | -           | -           | 29     | 1      |
| 2007-gen. 2008    | Palermo           | A                 | 15         | 1          | CI              | 1               | 0               | CU                 | 2                  | 0                  | -           | -           | -           | 18     | 1      |
| Totale Palermo    | Totale Palermo    | Totale Palermo    | 41         | 2          |                 | 1               | 0               |                    | 5                  | 0                  |             | -           | -           | 47     | 2      |
| gen.-giu. 2008    | Torino            | A                 | 17         | 2          | CI              | -               | -               | -                  | -                  | -                  | -           | -           | -           | 17     | 2      |
| 2008-2009         | Torino            | A                 | 28         | 0          | CI              | 3               | 0               | -                  | -                  | -                  | -           | -           | -           | 31     | 0      |
| 2009-feb. 2010    | Torino            | B                 | 15         | 1          | CI              | 1               | 0               | -                  | -                  | -                  | -           | -           | -           | 16     | 1      |
| feb.-giu. 2010    | Bellinzona        | SL                | 16+2       | 0          | CS              | -               | -               | -                  | -                  | -                  | -           | -           | -           | 18     | 0      |
| 2010-gen. 2011    | Torino            | B                 | -          | -          | CI              | -               | -               | -                  | -                  | -                  | -           | -           | -           | -      | -      |
| Totale Torino     | Totale Torino     | Totale Torino     | 60         | 3          |                 | 4               | 0               |                    | -                  | -                  |             | -           | -           | 64     | 3      |
| gen.-giu. 2011    | Bellinzona        | SL                | 16+2       | 0          | CS              | -               | -               | -                  | -                  | -                  | -           | -           | -           | 18     | 0      |
| Totale Bellinzona | Totale Bellinzona | Totale Bellinzona | 32+2       | 0          |                 | -               | -               |                    | -                  | -                  |             | -           | -           | 34     | 0      |
| 2011-2012         | Lumezzane         | 1D                | 29         | 1          | CI+CI-LP        | 0+1             | 0               | -                  | -                  | -                  | -           | -           | -           | 30     | 1      |
| 2012-2013         | Trento            | D                 | 13         | 1          | CI-D            | -               | -               | -                  | -                  | -                  | -           | -           | -           | 13     | 1      |
| Totale carriera   | Totale carriera   | Totale carriera   | 429+6      | 29         |                 | 34              | 1               |                    | 16                 | 1                  |             | 1           | 0           | 486    | 31     |

### Cronologia presenze e reti in nazionale
| Cronologia completa delle presenze e delle reti in nazionale ― Italia | Cronologia completa delle presenze e delle reti in nazionale ― Italia | Cronologia completa delle presenze e delle reti in nazionale ― Italia | Cronologia completa delle presenze e delle reti in nazionale ― Italia | Cronologia completa delle presenze e delle reti in nazionale ― Italia | Cronologia completa delle presenze e delle reti in nazionale ― Italia | Cronologia completa delle presenze e delle reti in nazionale ― Italia | Cronologia completa delle presenze e delle reti in nazionale ― Italia |
| Data                                                                  | Città                                                                 | In casa                                                               | Risultato                                                             | Ospiti                                                                | Competizione                                                          | Reti                                                                  | Note                                                                  |
| --------------------------------------------------------------------- | --------------------------------------------------------------------- | --------------------------------------------------------------------- | --------------------------------------------------------------------- | --------------------------------------------------------------------- | --------------------------------------------------------------------- | --------------------------------------------------------------------- | --------------------------------------------------------------------- |
| 28-4-2004                                                             | Genova                                                                | Italia                                                                | 1 – 1                                                                 | Spagna                                                                | Amichevole                                                            | -                                                                     | 75’                                                                   |
| 18-8-2004                                                             | Reykjavík                                                             | Islanda                                                               | 2 – 0                                                                 | Italia                                                                | Amichevole                                                            | -                                                                     | 46’                                                                   |
| 4-9-2004                                                              | Palermo                                                               | Italia                                                                | 2 – 1                                                                 | Norvegia                                                              | Qual. Mondiali 2006                                                   | -                                                                     | 69’                                                                   |
| 8-9-2004                                                              | Chișinău                                                              | Moldavia                                                              | 0 – 1                                                                 | Italia                                                                | Qual. Mondiali 2006                                                   | -                                                                     |                                                                       |
| 13-10-2004                                                            | Parma                                                                 | Italia                                                                | 4 – 3                                                                 | Bielorussia                                                           | Qual. Mondiali 2006                                                   | -                                                                     | 65’                                                                   |
| 17-11-2004                                                            | Messina                                                               | Italia                                                                | 1 – 0                                                                 | Finlandia                                                             | Amichevole                                                            | -                                                                     | 46’                                                                   |
| 30-3-2005                                                             | Padova                                                                | Italia                                                                | 0 – 0                                                                 | Islanda                                                               | Amichevole                                                            | -                                                                     | 61’                                                                   |
| 4-6-2005                                                              | Oslo                                                                  | Norvegia                                                              | 0 – 0                                                                 | Italia                                                                | Qual. Mondiali 2006                                                   | -                                                                     | 79’                                                                   |
| 17-8-2005                                                             | Dublino                                                               | Irlanda                                                               | 1 – 2                                                                 | Italia                                                                | Amichevole                                                            | -                                                                     | 46’                                                                   |
| 12-10-2005                                                            | Lecce                                                                 | Italia                                                                | 2 – 1                                                                 | Moldavia                                                              | Qual. Mondiali 2006                                                   | -                                                                     |                                                                       |
| 12-11-2005                                                            | Amsterdam                                                             | Paesi Bassi                                                           | 1 – 3                                                                 | Italia                                                                | Amichevole                                                            | -                                                                     | 79’                                                                   |
| 16-11-2005                                                            | Ginevra                                                               | Italia                                                                | 1 – 1                                                                 | Costa d'Avorio                                                        | Amichevole                                                            | 1                                                                     | 46’                                                                   |
| 2-6-2007                                                              | Tórshavn                                                              | Fær Øer                                                               | 1 – 2                                                                 | Italia                                                                | Qual. Euro 2008                                                       | -                                                                     |                                                                       |
| Totale                                                                |                                                                       | Presenze                                                              | 13                                                                    |                                                                       | Reti                                                                  | 1                                                                     |                                                                       |

### Statistiche da allenatore
Statistiche aggiornate al 14 maggio 2025. In grassetto le competizioni vinte.
| Stagione           | Squadra            | Campionato         | Campionato | Campionato | Campionato | Campionato | Coppe nazionali | Coppe nazionali | Coppe nazionali | Coppe nazionali | Coppe nazionali | Coppe continentali | Coppe continentali | Coppe continentali | Coppe continentali | Coppe continentali | Altre coppe | Altre coppe | Altre coppe | Altre coppe | Altre coppe | Totale | Totale | Totale | Totale | % Vittorie | Piazzamento |
| Stagione           | Squadra            | Comp               | G          | V          | N          | P          | Comp            | G               | V               | N               | P               | Comp               | G                  | V                  | N                  | P                  | Comp        | G           | V           | N           | P           | G      | V      | N      | P      | %          | Piazzamento |
| ------------------ | ------------------ | ------------------ | ---------- | ---------- | ---------- | ---------- | --------------- | --------------- | --------------- | --------------- | --------------- | ------------------ | ------------------ | ------------------ | ------------------ | ------------------ | ----------- | ----------- | ----------- | ----------- | ----------- | ------ | ------ | ------ | ------ | ---------- | ----------- |
| nov. 2015-2016     | Feralpisalò        | LP                 | 25         | 11         | 5          | 9          | CI-LP           | 1               | 0               | 0               | 1               | -                  | -                  | -                  | -                  | -                  | -           | -           | -           | -           | -           | 26     | 11     | 5      | 10     | 42,31      | Sub. 8º     |
| feb.-giu. 2017     | Melfi              | LP                 | 12+2       | 5          | 2+2        | 5          | CI-LP           | -               | -               | -               | -               | -                  | -                  | -                  | -                  | -                  | -           | -           | -           | -           | -           | 14     | 5      | 4      | 5      | 35,71      | Sub. 19º    |
| dic. 2017-2018     | Sicula Leonzio     | C                  | 20+1       | 8          | 7          | 5+1        | CI-C            | -               | -               | -               | -               | -                  | -                  | -                  | -                  | -                  | -           | -           | -           | -           | -           | 21     | 8      | 7      | 6      | 38,10      | Sub. 10º    |
| nov. 2018-2019     | Renate             | C                  | 26         | 6          | 13         | 7          | CI-C            | -               | -               | -               | -               | -                  | -                  | -                  | -                  | -                  | -           | -           | -           | -           | -           | 26     | 6      | 13     | 7      | 23,08      | Sub. 17º    |
| 2019-2020          | Renate             | C                  | 27+1       | 11         | 10         | 6+1        | CI-C            | 3               | 2               | 0               | 1               | -                  | -                  | -                  | -                  | -                  | -           | -           | -           | -           | -           | 31     | 13     | 10     | 8      | 41,94      | 3º          |
| 2020-2021          | Renate             | C                  | 38+4       | 19+1       | 8+2        | 11+1       | CI              | 2               | 1               | 0               | 1               | -                  | -                  | -                  | -                  | -                  | -           | -           | -           | -           | -           | 44     | 21     | 10     | 13     | 47,73      | 3º          |
| Totale Renate      | Totale Renate      | Totale Renate      | 96         | 37         | 33         | 26         |                 | 5               | 3               | 0               | 2               |                    | -                  | -                  | -                  | -                  |             | -           | -           | -           | -           | 101    | 40     | 33     | 28     | 39,60      |             |
| 2021-2022          | Reggiana           | C                  | 38+2       | 25         | 11         | 2+2        | CI-C            | 1               | 0               | 0               | 1               | -                  | -                  | -                  | -                  | -                  | -           | -           | -           | -           | -           | 41     | 25     | 11     | 5      | 60,98      | 2º          |
| 2022-2023          | Reggiana           | C                  | 38         | 24         | 9          | 5          | CI+CI-C         | 1+1             | 0+0             | 0+0             | 1+1             | -                  | -                  | -                  | -                  | -                  | SC-C        | 2           | 0           | 1           | 1           | 42     | 24     | 10     | 8      | 57,14      | 1º (prom.)  |
| Totale Reggiana    | Totale Reggiana    | Totale Reggiana    | 78         | 49         | 20         | 9          |                 | 3               | 0               | 0               | 3               |                    | -                  | -                  | -                  | -                  |             | 2           | 0           | 1           | 1           | 83     | 49     | 21     | 13     | 59,04      |             |
| lug.-dic. 2023     | Vicenza            | C                  | 18         | 7          | 5          | 6          | CI+CI-C         | 1+3             | 0+2             | 0+1             | 1+0             | -                  | -                  | -                  | -                  | -                  | -           | -           | -           | -           | -           | 22     | 9      | 6      | 7      | 40,91      | Eson.       |
| 2024-2025          | Feralpisalò        | C                  | 38+2       | 21+1       | 9          | 8+1        | CI-C            | 2               | 1               | 0               | 1               | -                  | -                  | -                  | -                  | -                  | -           | -           | -           | -           | -           | 42     | 23     | 9      | 10     | 54,76      | 3º          |
| Totale Feralpisalò | Totale Feralpisalò | Totale Feralpisalò | 65         | 33         | 14         | 18         |                 | 3               | 1               | 0               | 2               |                    | -                  | -                  | -                  | -                  |             | -           | -           | -           | -           | 68     | 34     | 14     | 20     | 50,00      |             |
| 2025-2026          | Union Brescia      | C                  | 0          | 0          | 0          | 0          | CI-C            | 1               | 1               | 0               | 0               | -                  | -                  | -                  | -                  | -                  | -           | -           | -           | -           | -           | 1      | 1      | 0      | 0      | 100,00&    | in corso    |
| Totale carriera    | Totale carriera    | Totale carriera    | 292        | 139        | 83         | 70         |                 | 16              | 7               | 1               | 8               |                    | -                  | -                  | -                  | -                  |             | 2           | 0           | 1           | 1           | 310    | 146    | 85     | 79     | 47,10      |             |

## Palmarès

### Giocatore

#### Club

##### Competizioni nazionali
- Campionato italiano di Serie B: 1

Brescia: 1996-1997
- Coppa Italia: 1

Parma: 2001-2002

### Allenatore

#### Club

##### Competizioni nazionali
- Serie C: 1

Reggiana: 2022-2023 (girone B)